# Edwin De Haven
Edwin Jesse De Haven (* 7. Mai 1816 in Philadelphia, Pennsylvania; † 1. Mai 1865 ebenda) war ein US-amerikanischer Polarforscher und Seefahrer.

## Leben
De Haven, der bereits zehnjährig als Seekadett Erfahrung auf den Ozeanen gesammelt hatte, diente 36 Jahre auf diversen Schiffen. Unter anderem gehörte er zur Mannschaft der vom US-amerikanischen Marineoffizier und Polarforscher Charles Wilkes geleiteten United States Exploring Expedition (1838–1842).
Bekanntheit erlangte er durch die Leitung der ersten Grinnell-Expedition im Jahr 1850, einer vom US-amerikanischen Kaufmann Henry Grinnell finanzierten, jedoch erfolglosen Suchaktion nach dem verschollenen Polarforscher John Franklin. Anschließend war De Haven mit Vermessungsaufgaben beschäftigt und arbeitete bei Matthew Fontaine Maury am Nautischen Observatorium in Washington, D.C.
Die US-Marine benannte zwei Zerstörer nach ihm. Zudem ist er Namensgeber für den De-Haven-Gletscher im ostantarktischen Wilkesland.